# Isla Yuzhni
La isla Yuzhni (en ruso: Южный остров, romanizado: Yuzhni ostrov, lit. 'isla meridional') es la gran isla meridional del archipiélago de Nueva Zembla, localizado en el ártico de Rusia, entre las aguas del mar de Barents, al oeste, y las del mar de Kara, al este.

## Geografía
Se encuentra entre los 71°-73° de latitud norte, y está separada de la isla septentrional, isla Séverni por el estrecho de Mátochkin y de la isla Vaigach, al sur, por el estrecho de Kara de una anchura de 56 km. 
La isla tiene una superficie de 33.275 km², por lo que es una de las islas mayores del mundo, la 6ª de Europa y la 3ª de Rusia. (De un tamaño similar a Moldavia y algo mayor que Bélgica).
Es una isla bastante montañosa, discurriendo por ella las últimas estribaciones de la cordillera de los montes Urales. La isla tiene un litoral muy dentado, con muchos golfos, bahías, penínsulas y cabos.

## Ecología
La isla Yuzhni es conocida por su gran población de aves marinas. 
La vegetación de la isla es en gran parte de tipo tundra.

## Historia
Los nenets fueron el pueblo que originalmente pobló el archipiélago de Nueva Zembla. Las islas son conocidas por los rusos desde los siglos XI y XII, cuando sus comerciantes visitaban la región de Nóvgorod. La búsqueda por los europeos de una ruta comercial hacia el Oriente, la Ruta del Mar del Norte, llevó a iniciar la exploración del archipiélago en 1553, con la fracasada expedición británica de Hugh Willoughby y Richard Chancellor.
Los primeros navegantes occidentales al archipiélago fueron los holandeses, que en las varias expediciones en que participó Willem Barents (1594-97), cartografiaron y pusieron muchos de los nombres de los accidentes geográficos de ambas islas (cabos, golfos, bahías y penínsulas), aunque en el siglo XIX muchos de ellos fueron cambiados, aunque aún permanecen algunos. 
En 1955, los descendientes de los nenets y los residentes de todas las aldeas y asentamientos de Nueva Zembla, fueron agrupados en el campamento de Lagernojela, en la costa norte de isla Yuzhni. En noviembre de 1957, fueron deportados al continente ya que todo el archipiélago fue designado como área de prueba para los ensayos nucleares (el primero de los cuales tuvo lugar antes de las deportaciones).